# Hans-Joachim Schoeps
Hans-Joachim Schoeps (geboren am 30. Januar 1909 in Berlin; gestorben am 8. Juli 1980 in Erlangen; hebräischer Name: Jochanan ben Jakob) war ein deutsch-jüdischer Hochschullehrer für Religions- und Geistesgeschichte an der Universität Erlangen. Dem Nationalsozialismus stand er anfangs positiv gegenüber und gründete 1933 den Verein Der deutsche Vortrupp. Gefolgschaft deutscher Juden; dennoch musste er während des Dritten Reiches nach Schweden fliehen. Er war zeitlebens ein deutsch-national eingestellter Monarchist.

## Leben

### Kindheit und Ausbildung, 1909–1932
Der Vater von Schoeps war Julius Schoeps, praktischer Arzt in Berlin. Die Mutter Käthe geb. Frank (1886–1944) stammte aus Brandenburg. Der bekennende Bisexuelle Hans-Joachim Schoeps heiratete im schwedischen Exil Dorothee Busch (1915–1996), eine Enkelin des Bankiers Ernst von Mendelssohn-Bartholdy. Der Ehe entstammen der Historiker Julius H. Schoeps und der Immobilienunternehmer Manfred Schoeps. Wie sein jüngerer Bruder wurde Hans-Joachim Schoeps in preußischem Geist erzogen, einer Grundhaltung, die er im Laufe seines Lebens vertiefte und verteidigte.
Schoeps begann in den 1920er Jahren Religionsphilosophie, Geschichtswissenschaft und Literaturwissenschaft an der Friedrich-Wilhelms-Universität zu Berlin zu studieren. 1928 wechselte er an die Philipps-Universität Marburg und wurde dort im Corps Rhenania Straßburg aufgenommen. 1930 trat er wieder aus.
Er wechselte an die Ruprecht-Karls-Universität Heidelberg und die Universität Leipzig. Während seiner Studienzeit schloss er sich der deutschen bündischen Jugendbewegung an, wo er unter anderen Hans Blüher und Friedrich Kreppel kennenlernte. 1932 promovierte er mit einer Doktorarbeit bei Joachim Wach von der Universität Leipzig zum Dr. phil.
In der Weimarer Republik fühlte sich Schoeps der Konservativen Revolution und besonders dem Preußischen Sozialismus verbunden. Als wichtige Lehrer und Mitstreiter nannte er Hans Blüher, Wolfgang Frommel, Stefan George, Ernst Rudolf Huber, Ernst Jünger, Jochen Klepper, Arthur Moeller van den Bruck, Ernst Niekisch, Otto Petras, Georg Quabbe, Carl Schmitt, Oswald Spengler, Wilhelm Stapel, Otto Strasser und Hans Zehrer.

### Politik und Exil, 1933–1945
Im Februar 1933 gründete Schoeps als Nationalkonservativer den Verein Der deutsche Vortrupp. Gefolgschaft deutscher Juden, der dem Nationalsozialismus positiv gegenüberstand und national gesinnte Juden in den Nationalsozialismus integrieren wollte, und führte ihn bis 1935. Schoeps schrieb in der Zeitschrift Der Vortrupp: „Der Nationalsozialismus rettet Deutschland vor dem Untergang; Deutschland erlebt heute seine völkische Erneuerung.“ Er forderte eine „Beschleunigung der unbedingt notwendigen Trennung von deutschen und undeutschen Juden sowie Erfassung aller deutschbewußten Juden unter einheitlicher autoritärer Führung bei möglichster Umgehung der alten Organisationen.“ 1933 legte er zusätzlich das Staatsexamen für das Lehramt in Deutsch, Geschichte und Philosophie ab, wurde jedoch als Jude nicht zum Referendardienst zugelassen. Seine beharrlichen Versuche, im nationalsozialistischen Deutschland eine Existenz aufzubauen, misslangen. Er war als Privatlehrer und Verleger (Vortrupp-Verlag, Berlin) tätig und hielt Vorträge u. a. beim Reichsbund jüdischer Frontsoldaten. Die Exilzeitung Pariser Tageblatt vom 29. Juni 1936 bezeichnete Schoeps als „hitlertreu“. Aufgrund seiner Kontakte zu Ernst Niekisch und Otto Strasser wurde er von der Gestapo zunehmend unter Druck gesetzt.
Es gelang ihm am Heiligabend 1938, mit Hilfe von Werner Otto von Hentig vom Auswärtigen Amt nach Schweden zu fliehen. Zunächst in Stockholm, ab 1941 in Uppsala schrieb er als Bibliothekar und Privatgelehrter umfangreiche Abhandlungen zur Geschichte des Judentums und zu Problemen jüdisch-christlicher Religionsbeziehungen, vor allem aus der Zeit des frühen Christentums und des Barock. Im schwedischen Exil war der nach wie vor deutsch-national eingestellte Schoeps als Wissenschaftler weitgehend isoliert.
Seine Eltern blieben in Deutschland zurück. Sein Vater starb Ende 1942 im KZ Theresienstadt, seine Mutter wurde 1944 im KZ Auschwitz-Birkenau ermordet.
1941 lernte er in Schweden Dorothee Busch kennen. Die beiden heirateten und bekamen 1942 und 1944 je einen Sohn. Die Ehe hielt rund fünf Jahre. Im Zuge der Scheidung wurde die Abmachung getroffen, dass die Söhne bei ihrem Vater aufwachsen sollten, wenn er wieder nach Deutschland zurückkehre. Der ältere Sohn Julius H. Schoeps wurde Historiker und Politikwissenschaftler.

### Nachkriegszeit, 1945–1959: Bedeutung als Religionshistoriker
Im Herbst 1946 kehrte er nach Deutschland zurück. Im Februar 1947 gelang es ihm auf Basis bisheriger Publikationen und unveröffentlichter Manuskripte, sich an der Universität Marburg zu habilitieren. Die Friedrich-Alexander-Universität Erlangen berief ihn noch im selben Jahr als außerordentlichen Professor für Religions- und Geistesgeschichte.
1948 gründete Schoeps die einflussreiche Zeitschrift für Religions- und Geistesgeschichte (ZRGG).
Ab 1950 war er ordentlicher Professor und Vorstand des Seminars für Religions- und Geistesgeschichte der Universität Erlangen. Zu seinen Schülern zählten u. a. folgende Akteure des Rechtskonservatismus, der Neuen Rechten bzw. des Rechtsextremismus: Hellmut Diwald, Robert Hepp, Werner Maser, Günther Deschner, Sven Thomas Frank und Hans-Dietrich Sander. Schoeps konnte 1954 das Gerlach-Archiv für die Universität Erlangen akquirieren und entfaltete in den folgenden Jahrzehnten eine rege Forschungs- und Publikationstätigkeit um die Bestände des Archivs.
Schoeps war Monarchist aus Überzeugung und forderte 1951 die Wiederherstellung Preußens. Er bezeichnete sich als antinationalistisch (und sprach vom Verrat Preußens durch Bismarck an Deutschland im Zuge der Reichseinigung) und antiliberal. Er wollte mit Bundestagsmitgliedern den Volksbund für die Monarchie gründen, was nach der Veröffentlichung eines Berichtes des Nachrichtenmagazins Der Spiegel 1954 aber nicht geschah. Schoeps war Ehrenmitglied des 1956 gegründeten Vereins Tradition und Leben.
1958 gründete er in Erlangen die Gesellschaft für Geistesgeschichte, deren Vorsitzender er war. Er verfasste zahlreiche wissenschaftliche Untersuchungen zur Religionsgeschichte und Religionsphilosophie des Judentums. Auf diesem Gebiet sieht sein Biograf Micha Brumlik seine eigentliche Bedeutung. Bahnbrechend seien vor allem seine Forschungen über das frühe „Judenchristentum“; die sogenannten Ebioniten waren religiöse Gruppen, die in den ersten zwei Jahrhunderten noch zwischen Kirche und Synagoge, zwischen dem rabbinisch geprägten jüdischen Glauben und dem frühen Christentum changierten. Schoeps könne hier als Vordenker heutiger Forscher gelten.

### Das Spätwerk, 1960–1980
Noch Anfang der 1960er Jahre schrieb Schoeps, dass „manches von dem, was Oswald Spengler in dem erregenden Schlusswort seiner Schrift Preußentum und Sozialismus gesagt hat, weiter gültig ist“.
Beim Kongress des Kösener Senioren-Convents-Verbands 1965 in Würzburg hielt Schoeps den Festvortrag Otto von Bismarck, der Gründer des Deutschen Reiches. Er war Beiratsmitglied der Deutschland-Stiftung. 1969 war er Mitgründer der Konservativen Sammlung und Autor in der Zeitschrift Konservativ Heute.
In den 1960er-Jahren war er einer der ersten deutschen Intellektuellen, die sich als bisexuell „geoutet“ haben; er forderte seinerzeit „eine Wiedergutmachung für die von den Nationalsozialisten verfolgten Homosexuellen“.
Ab Anfang der 1970er Jahre war Schoeps auch im „Zollernkreis“ aktiv. Dieser veröffentlichte postum 1987 Schoeps’ Festschrift Louis Ferdinand, Prinz von Preußen: Erbe und Auftrag: Festschrift zum 80. Geburtstag. Schoeps war außerdem im Beirat der Stiftung Preußischer Kulturbesitz. Er war Doktorvater von Friedrich Wilhelm Prinz von Preußen, dessen Promotion im Februar 1971 von der Universität Erlangen vorgenommen wurde. Ein mit der Literatur vertrauter Marburger Bibliothekar entdeckte zufällig Plagiate in dieser Arbeit und informierte Schoeps. Darauf leitete dieser nach intensiver Prüfung und Bestätigung des Plagiatsverdachts ein Verfahren zur Aberkennung der Promotion ein. Schoeps wies selbst nach, dass mehr als 2/3 des Inhalts der Arbeit aus nicht gekennzeichneten Quellen stammte. Da der Preußenprinz auf seinen Doktortitel verzichtete, wurde die Angelegenheit bis zum Erscheinen der Spiegel-Story 1973 nicht bekannt.
Schoeps’ Erlanger Lehrstuhl, der als Wiedergutmachung eingerichtet worden war, wurde noch zu seinen Lebzeiten abgewickelt und in einen Konkordatslehrstuhl umgewandelt. Schoeps wurde auf dem Neuen Israelitischen Friedhof in Nürnberg bestattet. Nach der Vereinigung der beiden deutschen Staaten wurden die Gebeine des Verstorbenen, auf seinen noch zu Lebzeiten geäußerten Wunsch, am 24. September 1996 nach Berlin überführt, wo sich auf dem Jüdischen Friedhof Berlin-Weißensee das Familiengrab (Erbbegräbnis Nr. 94 081, Feld C VII, Reihe 3860) befindet.
Ein Teil der Privatbibliothek Schoeps’ befindet sich heute in der Bibliothek des Konservatismus in Berlin.

## Ehrungen
- Konrad-Adenauer-Preis der Deutschland-Stiftung (1969)
- Bayerischer Verdienstorden (1970)
- Freiherr-vom-Stein-Medaille in Gold der Alfred Toepfer Stiftung F. V. S. (1972)

## Veröffentlichungen

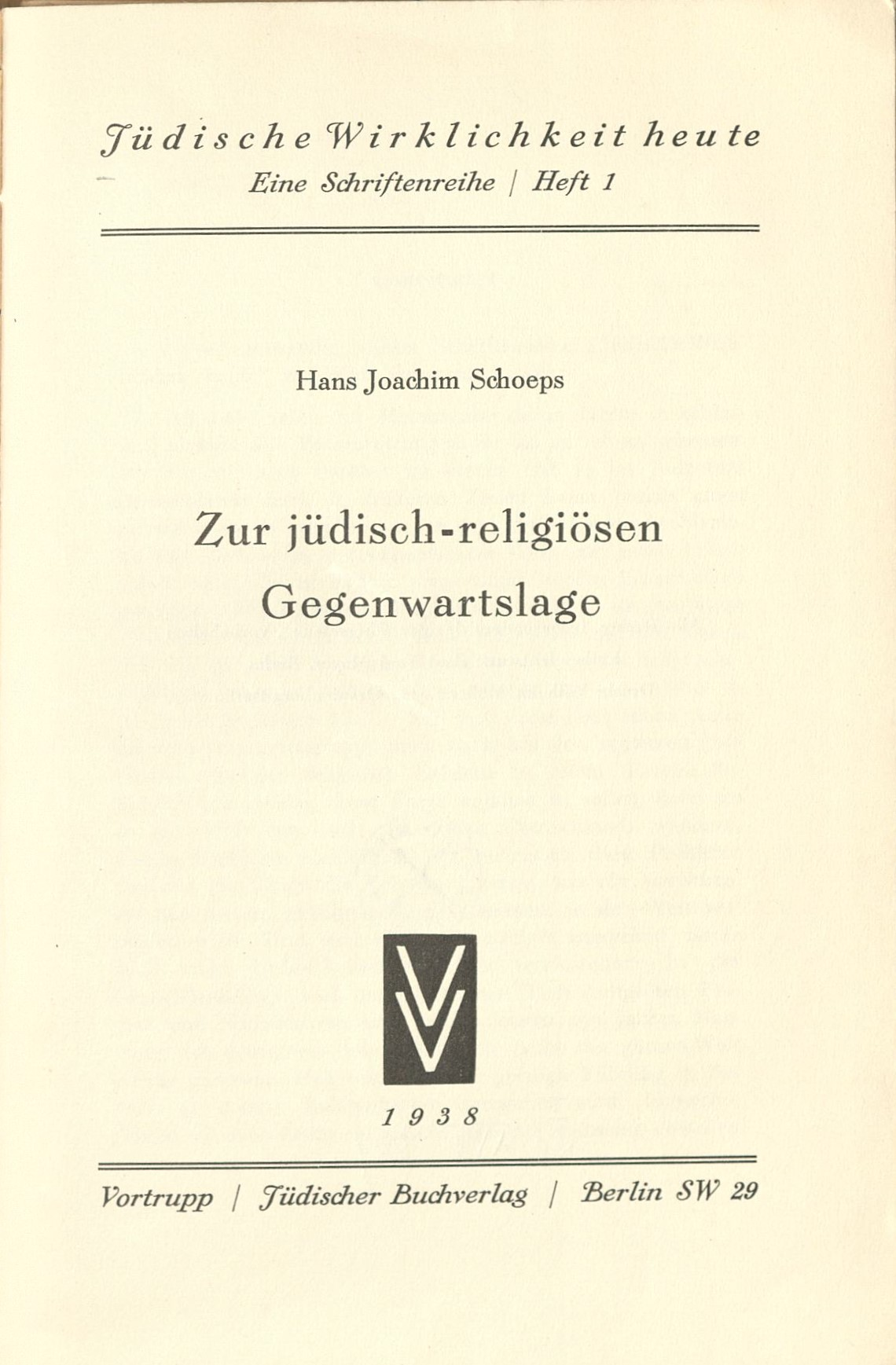
Veröffentlichung im Vortrupp-Verlag (1938)

### Original- und Einzelausgaben
- Geschichte der jüdischen Religionsphilosophie in der Neuzeit. Band 1.[20] Vortrupp Verlag, Berlin 1935.
- Jüdisch-christliches Religionsgespräch in 19 Jahrhunderten. Geschichte einer theologischen Auseinandersetzung. Vortrupp Verlag, Berlin 1937.
- Vorläufer Spenglers. Studien zum Geschichtspessimismus im 19. Jahrhundert (= Beihefte der Zeitschrift für Religions- und Geistesgeschichte. 1, ISSN 0514-650X). Brill, Leiden u. a. 1953.
- Gottheit und Menschheit. Die grossen Religionsstifter und ihre Lehren. Steingrüben-Verlag, Stuttgart 1950.
- Das andere Preussen. Vorwerk, Stuttgart 1952.
- als Herausgeber: Das war Preussen. Zeugnisse der Jahrhunderte. Eine Anthologie. Peters, Honnef 1955.
- Die letzten dreissig Jahre. Rückblicke. Klett, Stuttgart 1956 (Memoiren).
- Was ist und was will die Geistesgeschichte? Über Theorie und Praxis der Zeitgeistforschung. Musterschmidt, Göttingen/Berlin 1959.
- Religionen. Wesen und Geschichte. Bertelsmann, Gütersloh 1961.
- Das Judenchristentum. Untersuchungen über Gruppenbildungen und Parteikämpfe in der frühen Christenheit (= Dalp-Taschenbücher. Bd. 376, ZDB-ID 2757126-9). Francke, Bern u. a. 1964.
- Barocke Juden, Christen, Judenchristen. Francke, Bern u. a. 1965.
- Preussen. Geschichte eines Staates. Propyläen-Verlag, Berlin 1966.
- Ungeflügelte Worte. Was nicht im Büchmann stehen kann. Haude u. Spener, Berlin 1971, ISBN 3-7759-0131-0.
- Deutschland droht die Anarchie. von Hase und Koehler, Mainz 1972, ISBN 3-7758-0833-7.
- Abschied von Deutschland. von Hase und Koehler, Mainz 1973, ISBN 3-7758-0849-3.
- Ja, Nein, und trotzdem. Erinnerungen, Erfahrungen und Begegnungen. von Hase und Koehler, Mainz 1974, ISBN 3-7758-0868-X.
- als Herausgeber: Jüdische Geisteswelt. Dausien, Hanau 1986, ISBN 978-3-7684-0629-1.
- Auf der Suche nach einer jüdischen Theologie. Der Briefwechsel zwischen Schalom Ben-Chorin und Hans-Joachim Schoeps. Herausgegeben von Julius H. Schoeps. Jüdischer Athenäum-Verlag, Frankfurt am Main 1989, ISBN 3-610-00424-X.
- Der vergessene Gott. Franz Kafka und die tragische Position des modernen Juden. Herausgegeben und eingeleitet von Andreas Krause Landt. Landt-Verlag, Berlin 2006, ISBN 3-938844-02-7.
- Bereit für Deutschland! Der Patriotismus deutscher Juden und der Nationalsozialismus. Haude & Spener, Berlin 1970, ISBN 3-7759-0040-3.

### Gesammelte Schriften
Gesammelte Schriften, hrsg. vom Moses Mendelssohn Zentrum für europäisch-jüdische Studien in Verbindung mit Manfred P. Fleischer, Hans-Joachim Hillerbrand, Friedrich Wilhelm Kantzenbach, Joachim H. Knoll und Gary Lease; Redaktion: Julius H. Schoeps, Olms Verlag, Hildesheim u. a. – Die Gesammelten Schriften von Hans-Joachim Schoeps enthalten seine wichtigsten Arbeiten aus den Gebieten Urchristentum, historische Theologie, Wissenschaft vom Judentum, preußisch-deutsche Geschichte und allgemeine Geistesgeschichte des 17. bis 20. Jahrhunderts.

#### Erste Abteilung: Religionsgeschichte
- Band 1: Jüdischer Glaube in dieser Zeit. Prolegomena zur Grundlegung einer systematischen Theologie des Judentums [Dissertation, 1932], Philo-Verlag, Berlin 1932 (90 Seiten); Geschichte der jüdischen Religionsphilosophie in der Neuzeit. Vortrupp-Verlag Schoeps, Berlin 1935 (132 Seiten); Jüdisch-christliches Religionsgespräch in neunzehn Jahrhunderten. Die Geschichte einer theologischen Auseinandersetzung. Atharva-Verlag, Frankfurt am Main 1949 (158 Seiten); Mit einer Einleitung Hans-Joachim Schoeps als Religionshistoriker von Friedrich Wilhelm Kantzenbach, Hildesheim u. a. 1990, ISBN 3-487-09390-1 (XX, 388 Seiten).
- Band 2: Theologie und Geschichte des Judenchristentums [1949], Hildesheim u. a. 1998, ISBN 3-487-09391-X (V, 526 Seiten).
- Band 3: Aus frühchristlicher Zeit [1950], Philosemitismus im Barock [1952], Symmachusstudien [1942], Hildesheim u. a. 1998, ISBN 3-487-09392-8 (VIII, 320, 216, 93 Seiten).
- Band 4: Urgemeinde, Judenchristentum, Gnosis [1956], Paulus. Die Theologie des Apostels im Lichte der jüdischen Religionsgeschichte [1959], Hildesheim u. a. 1999, ISBN 3-487-09393-6 (88 und XII, 324 Seiten).
- Band 5: Vom himmlischen Fleisch Christi [1951], Das Judenchristentum [1964], Gottheit und Menschheit [1982], Hildesheim u. a. 2005, ISBN 3-487-09394-4 (421 Seiten).

#### Zweite Abteilung: Geistesgeschichte
- Band 6: Das war Christian-Erlang [2., erw. u. überarb. Aufl. 1970], Vorläufer Spenglers [1953; 2., erw. Aufl. 1955], Was ist und was will die Geistesgeschichte [2. Aufl. 1970], Hildesheim u. a. 2000, ISBN 3-487-10865-8 (XXI, 79, 98 und 141 Seiten).
- Band 7: Was ist der Mensch? Philosophische Anthropologie als Geistesgeschichte der neuesten Zeit [1960], Hildesheim u. a. 1999, ISBN 3-487-10866-6 (352 Seiten).
- Band 8: Studien zur unbekannten Religions- und Geistesgeschichte [1963], Hildesheim u. a. 2005, ISBN 3-487-12977-9 (355 Seiten).
- Band 9: Ein weites Feld. Gesammelte Aufsätze [1980], Hildesheim u. a. 2005, ISBN 3-487-12978-7 (403 Seiten).

#### Dritte Abteilung: Preußen – Deutschland
- Band 10: Unbewältigte Geschichte. Stationen deutschen Schicksals seit 1763. Mit einer Einleitung von Manfred P. Fleischer [1964], Hildesheim u. a. 2001, ISBN 3-487-11425-9 (33, 283 Seiten).
- Band 11: Preußen. Geschichte eines Staates [8. Aufl. 1968], Hildesheim u. a. 2001, ISBN 3-487-11421-6 (422 Seiten).
- Band 12: Der Weg ins deutsche Kaiserreich [1970], Hildesheim u. a. 2001, ISBN 3-487-11426-7 (322 Seiten).
- Band 13: Bismarck über Zeitgenossen – Zeitgenossen über Bismarck [1972], Hildesheim u. a. 2001, ISBN 3-487-11427-5 (418 Seiten).
- Band 14: Das andere Preußen. Konservative Gestalten und Probleme im Zeitalter Friedrich Wilhelm IV. [5., neubearb. Aufl. 1981], Hildesheim u. a. 2001, ISBN 3-487-11428-3 (X, 312 Seiten).

#### Vierte Abteilung: Varia
- Band 15: Rückblicke. Die letzten dreißig Jahre (1925–1955) und danach [2. Aufl. 1963], Ja – Nein – und trotzdem. Erinnerungen – Begegnungen – Erfahrungen [1974], Hildesheim u. a. 2005, ISBN 3-487-12979-5 (243, 286 Seiten).
- Band 16: Ungeflügelte Worte. Was nicht im Büchmann stehen kann. 3. Aufl., Hildesheim u. a. 2005, ISBN 3-487-12981-7 (336 Seiten).